# Den oskyldige
Den oskyldige (italienska: L'innocente) är en italiensk dramafilm från 1976 regisserad av Luchino Visconti.
Filmen är baserad på romanen med samma namn av Gabriele D’Annunzio. Den handlar om den chauvinistiske sicilianske aristokraten Tullio Hermil (spelad av Giancarlo Giannini) vid 1800-talets slut. Han är otrogen mot sin fru Giuliana (spelad av Laura Antonelli) med sin älskarinna Teresa Raffo (spelad av Jennifer O'Neill). Filmen blev Viscontis sista och regisserades "med ena foten i graven".